# تاريخ ويكيبيديا

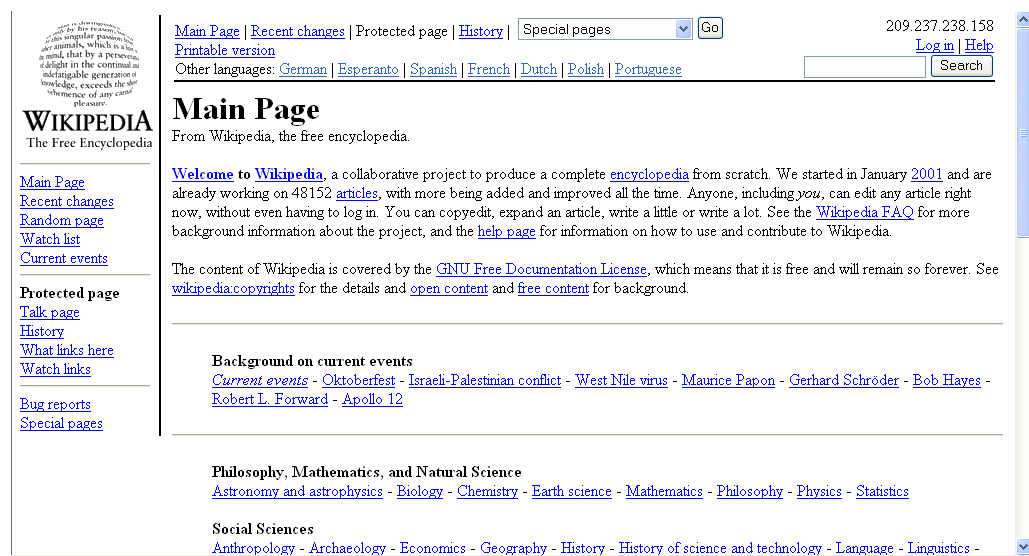
الصفحة الرئيسية لويكيبيديا في 28 سبتمبر 2002

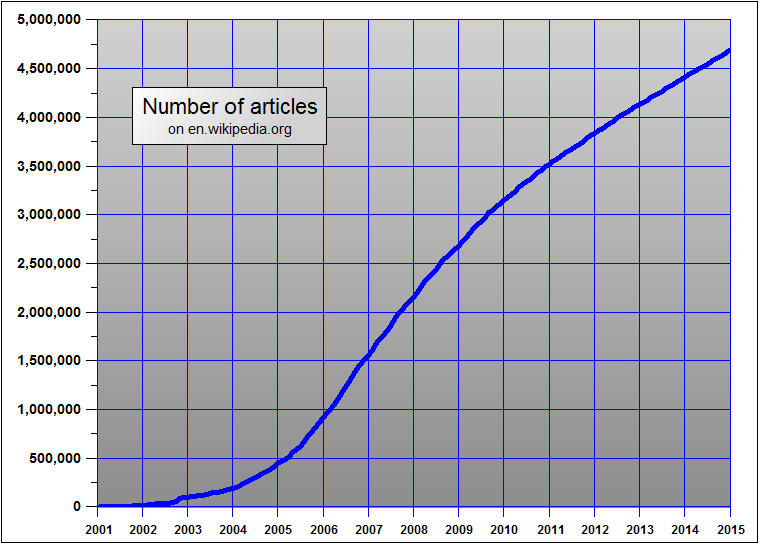
ويكيبيديا الإنجليزية نمى عدد مقالاته إلى مقال بما يعادل أكثر من 2000 مجلدا مطبوعا من موسوعة بريتانيكا. بما في ذلك جميع إصدارات اللغات، ويكيبيديا لديها أكثر من 40 مليون مقال, أي ما يعادل أكثر من 18,000 كتاب مطبوع.

ويكيبيديا مشروع لموسوعة حرة المحتوى، بدأت رسميًّا في 15 يناير 2001 مُتَمِّمًا لِمشروع نيوبيديا الذي يعمل فيه محررون خُبراء.

## السوابق
جمع كل المعرفة العالمية في مكان واحد يعود إلى عصر مكتبة الإسكندرية ثم الموسوعة المطبوعة ثم الموسوعة الآلية ثم بعد تطور الإنترنت حاول الكثيرون إنشاء موسوعة إلكترونية، منهم ريتشارد ستالمن الذي أكد في عام 1999 على أهمية موسوعة دولية حرة المصدر وشجع مشروع ويكيبيديا.

## تكون الفكرة
ويكيبيديا وجدت كفرع من مشروع نيوبيديا، كان لنيوبيديا نظامًا دقيقًا في المراجعة وتتطلبت مشاركين ذوي مؤهلات عالية. ولكن بسبب التحرير البطيء بدأ جيمي ويلز مع لاري سانجر في عام 2000 التفكير بمشروع متمم مفتوح يدعم نيوبيديا.
تعرف سانجر على نظام ويكي من قبل أحد المبرمجين في 2 يناير 2001، اقتنع سانجر بأنه سيكون مناسبًا للمصدر المفتوح ولموسوعة أقل رسمية، شرح سانجر الفكرة لويلز وبدأ تطبيق ويكي لنيوبيديا في 10 يناير.

## بداية المشروع ويكيبيديا بالإنجليزية
1. معارضة من محرري نيوبيديا لصيغة ويكي.
2. (wikipedia.com) اسم للمشروع بدأ في 15 يناير، مزود ويب تبرع من ويلز، مع استمرار عمل مستخدمين بوميس في الموسوعة.
3. تخطى 1000 مقال في 12 فبراير 2001 ثم تخطى 10000 مقال في 7 سبتمبر.
4. 20000 مقال في السنة الأولى بمعدل 1500 مقال في الشهر.
5. 40000 مقال في 30 أغسطس 2002.
6. الموجة الدولية الأولى في مايو 2001
  - القطلونية، الصينية، الهولندية، الألمانية، الاسبرانتو، الفرنسية، العبرية، الإيطالية، اليابانية، البرتغالية، الروسية، الأسبانية، والسويدية
  - تبعتها مباشرة العربية والمجرية.
  - تبعها الأفريكانية، النرويجية، والصربوكرواتية
7. حتى يناير2002 ظل سانجر معين من بوميس كمحرر لنيوبيديا ورئيس لويكيبيديا، بعد انقطاع الدعم من بوميس استقال سانجر في مارس 2002.
8. في أغسطس 2002 بعد تأكيد ويلز لرفض الإعلان التجاري في ويكيبيديا تم التحويل إلى (wikipedia.org).
9. في ديسمبر 2002 بدأ مشروع القاموس أو المعجم Wiktionary.
10. 22 يناير 2003 تخطت الموسوعة الإنجليزية 100000 مقال، والألمانية 10000 مقال.
11. في 20 يونيو 2003 بدأ مشروع Wikimedia Foundation كبديل لبوميس ثم مشروع "Wikiquote" ثم "Wikibooks".
12. في 28 أكتوبر 2003 أول اجتماع للويكبيديين في ميونخ.
13. في يناير 2004 تم تخطي 500000 مقال لكل لغات ويكي.
14. في 20 سبتمبر 2004 وصلت ويكيبيديا إلى مليون مقال في 105 لغات.
15. في 10 سبتمبر 2007 ويكيبيديا الإنجليزية وصلت إلى مليوني مقال
16. في 13 يوليو 2012 ويكيبيديا الإنجليزية وصلت إلى 4 ملايين مقال